# Marko Bezjak
Marko Bezjak, född 26 juni 1986 i Ptuj, är en slovensk handbollsspelare (mittnia) som spelar för HC Erlangen.
Bezjak tävlade för Slovenien vid olympiska sommarspelen 2016 i Rio de Janeiro. Han var en del av Sloveniens lag som blev utslagna i kvartsfinalen mot Danmark i herrarnas turnering.

## Klubbar
- RK Jeruzalem Ormož (?–2008)
- RK Velenje (2008–2013)
- SC Magdeburg (2013–2023)
- RK Nexe (2023–2024)
- HC Erlangen (2024–)